# Tenisky

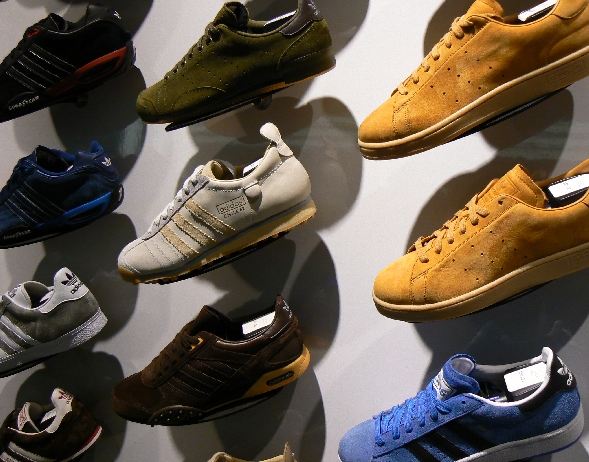
Tenisky

Tenisky jsou sportovní obuv. Je většinou lepená, s podešví z pružné gumy nebo syntetického materiálu, svrškem z kůže nebo z plátna a podšívkou z textilu či kůže. Mohou být také semišové. Vyrábí se jak v původních sportovních variantách, tak v módních a vycházkových variantách.
Z českých značek se vyrábí tenisky značky BOTAS nebo Prestige, ze zahraničních Adidas, Converse, Fila, Nike, Power, Puma, Reebok a mnoho dalších. Tyto značky bot vytváří různé modní kolekce.
Mezi tenisky se řadí také kecky. 

## Historie
První tenisky byly vyrobeny kolem roku 1860 v Anglii (a zhruba v téže době i v USA).